# Sven Aronsson
Sven Gustaf Aronsson, född den 27 oktober 1878 i Torpa församling, Kronobergs län, död den 14 mars 1938 i Stockholm, var en svensk jurist.
Aronsson avlade hovrättsexamen vid Lunds universitet 1900. Han var anställd vid Karl Staaffs advokatkontor 1900–1903 och drev egen advokatbyrå från 1905. Efter Aronssons död övertogs byrån av den tidigare delägaren Yngve Schartau. Han blev riddare av Vasaorden 1924 och kommendör av andra klassen av samma orden 1930.